# Список графів де Понтьє
Список графів де Понтьє (Понтьйо)

## Графи за Каролінгів
Прообразом майбутнього графства Понтьє стала марка, створена для захисту Пікардії від набігів вікінгів. Перші володарі йменувались герцогами приморських земель, управляли Понтьє та абатством Сен-Рікьє, при цьому вони не носили титулу графів Понтьє.
- Анжильберт де Понтьє (бл. 750—814|18 лютого 814), герцог приморських земель, настоятель абатства Сен-Рікьє, радник короля Піпіна Італійського. У нього був зв'язок з Бертою, дочкою Карла Великого, плодом якої став історик Нітхард.
- Рудольф (Рауль) I († 866), граф Сенсу, граф де Труа з 858, світський абат Жюмьєжа й Сен-Рікьє з 853, син Вельфа I, брат імператриці Юдифі (Юдит) Баварської.

## Спадкові графи

### Дім д'Аббевіль
980—1000 : Гуго (Юг) I д'Аббевіль († 1026), світський абат де Сен-Рікьє, шателен д'Аббевіль, пізніше сеньйор де Понтьє: Бл. 994 одружився з Гізелою (Жизель), дочкою Гуго Капета й Аделаїди Аквітанської.
1000—1048 : Ангерран I (995 † 1048), граф де Понтьє, син попереднього.
Одружений з Аделаїдою, вдовою Балдуїна II, графа Булонського, дочкою Арнульфа, графа Голландії, й Ліутгарди Люксембурзької.
1048—1052 : Гуго (Юг) II (1014 † 1052), граф де Понтьє, син попереднього.
Одружений з Бертою, дамою д'Омаль, дочкою Герімфреда, сеньйора д'Омаль.
1052—1053 : Ангерран II (1033 † 1053), граф де Понтьє і сеньйор д'Омаль, син попереднього.
Одружений з Аделаїдою Нормандською, дочкою Роберта Пишного, герцога Нормандії, й Арлетти де Фалєз.
1053—1100 : Гі I (1035 † 1100), граф де Понтьє, брат попереднього.
Одружений з Адою Амьєнською.

### Дім де Беллем
- 1100—1106/10 : Робер II де Беллем, сеньйор де Беллем (до 1113), сеньйор д'Алансон: одружений з Аньєс де Понтьє, дочкою Гі I де Понтьє й Ади Амьєнської.

- 1106/10-1126 : Гійом I де Понтьє (Гійом III Тальва) (1095 † 1171), граф д'Алансон: одружений з Елен Бургундською (1085 † 1141), дочкою Еда I Красного, герцога Бургундії й Сибіли Бургундської.

- 1126—1147 : Гі II де Понтьє (1115 † 1147), граф де Понтьє, син попереднього, помер раніше за батька.

- 1147—1191 : Жан I (1141 † 1191), граф де Понтьє, син попереднього: одружений з Беатрисою, дочкою Ансельма, графа де Сен-Поль, й Есташі де Блуа

Герб, який він бере собі, ідентичний до герба герцогів Бургундських, його двоюрідних братів за бабусею з материнського боку.
- 1191—1221 : Гійом II де Понтьє (Гійом IV Тальва) (1177 † 1221): одружений (1195) з Адель Французькою (1160 † 1221), дочкою Людовіка VII, короля Франції, й Констанції Кастильської

- 1221—1250 : Марія I (до 1199—1250) — дочка попереднього.

### Дім де Даммартен
1250—1278 : Іоанна I (1220 † 1278), графиня Омаля і Понтьє, дочка попередньої
- у 1237 стала дружиною Фердинанда III, короля Кастилії.

### Кастильський дім
1278—1290 : Елеонора I, (1241 † 1290), дочка попередньої, інфанта Кастилії, графиня де Монтрей і де Понтьє.
у 1254 стала дружиною Едуарда I Плантагенета

### Плантагенети
1290—1327 : Едуард II (1284 † 1327), король Англії, герцог Аквітанії і граф де Понтьє, син попереднього: у 1308 одружився з Ізабеллою Французькою (1292 † 1358)
1327—1336 : Едуард III (1312 † 1377), король Англії, герцог Аквітанії і граф де Понтьє, син попереднього: у 1328 одружився з Філіпою де Ено (1311 † 1379)
У 1336, французький король Філіп VI Валуа конфіскує Понтьє.

## У складі королівського домену
1351—1360 : Жак I де Бурбон (1319 † 1362), граф де Ла Марш і де Понтьє.
У 1360 році, за угодою Бретіньї Понтьє переходить до Англії.
1360—1369 : Едуард III, король Англії.
У 1369 році, король Карл V Французький відвойовує графство і знову долучає його до королівського домену.
З 1417 до 1430 року, графство Понтьє зайнято англійцями:
- 1417—1422 : Генріх V, король Англії
- 1422—1430 : Генріх VI, король Англії

З 1435 до 1477 графство передано герцогам Бургундським:
- 1435—1467: Філіп III Добрий
- 1467—1477: Карл Сміливий

## Графи на правахапанажу
Понтьє було подаровано на правах апанажу таким особам:
- 1583—1619 Діана де Валуа (1538—1619), позашлюбна дочка Генріха II, короля Франції. Вона була у шлюбах:
  - з 1552 Горацій Фарнезе (1532—1553), герцог де Кастро
  - з 1557 Франсуа (1530—1579), герцог де Монморансі
- 1619—1650 Карл де Валуа (1573—1650), герцог Ангулемський, позашлюбний син короля Карла IX
дружина з 1591 Шарлотта де Монморансі (1571—1636)
- 1650—1653: Луї Еммануель (1593—1653), герцог Ангулемський, граф Понтьє, син попереднього
дружина з 1629 Генрієтта де Ла Гіш (1597—1682)
- 1653—1690: Марія Франсуаза (1632—1696), герцогиня Ангулемська й графиня Понтьє
чоловік з 1649 Луї Лотаринзький (пом. 1654), герцог де Жуайєз.

Оскільки спадкоємців у Марії Франсуази не було, після її смерті всі володіння відійшли до корони.